# Haute-Goulaine
Haute-Goulaine – miejscowość i gmina we Francji, w regionie Kraj Loary, w departamencie Loara Atlantycka.
Według danych na rok 2010 gminę zamieszkiwało 5530 osób, a gęstość zaludnienia wynosiła 269 osób/km².